# احد رستمی
احد رستمی یکی از بازیکنان فوتبال ایران است.
این بازیکن در طول در دوران حضورش، در تیم‌های مختلفی از جمله جوانان تراکتور , امید تراکتور نوین تراکتور بزگسالان،ماشین سازی ،شهرداری تبریز، پیکان قزوین ، مس سونگون،  گسترش فولاد تبریز مشارکت داشته‌است.
بازیکن سابق فوتبال تبریز پس از خداحافظی از دوران بازی بعنوان مربی در تیم های تبریزی حضور داشت
او در فصل ۱۴۰۱_۱۴۰۲ در تیم فوتبال مس سونگون ورزقان حضور داشت و توانست بعنوان مربی از لیگ دسته دو به لیگ آزادگان صعود کنند 